# Ford Model Y
Ford Model Y – samochód osobowy klasy kompaktowej produkowany pod amerykańską marką Ford w latach 1932–1937.

## Historia i opis modelu

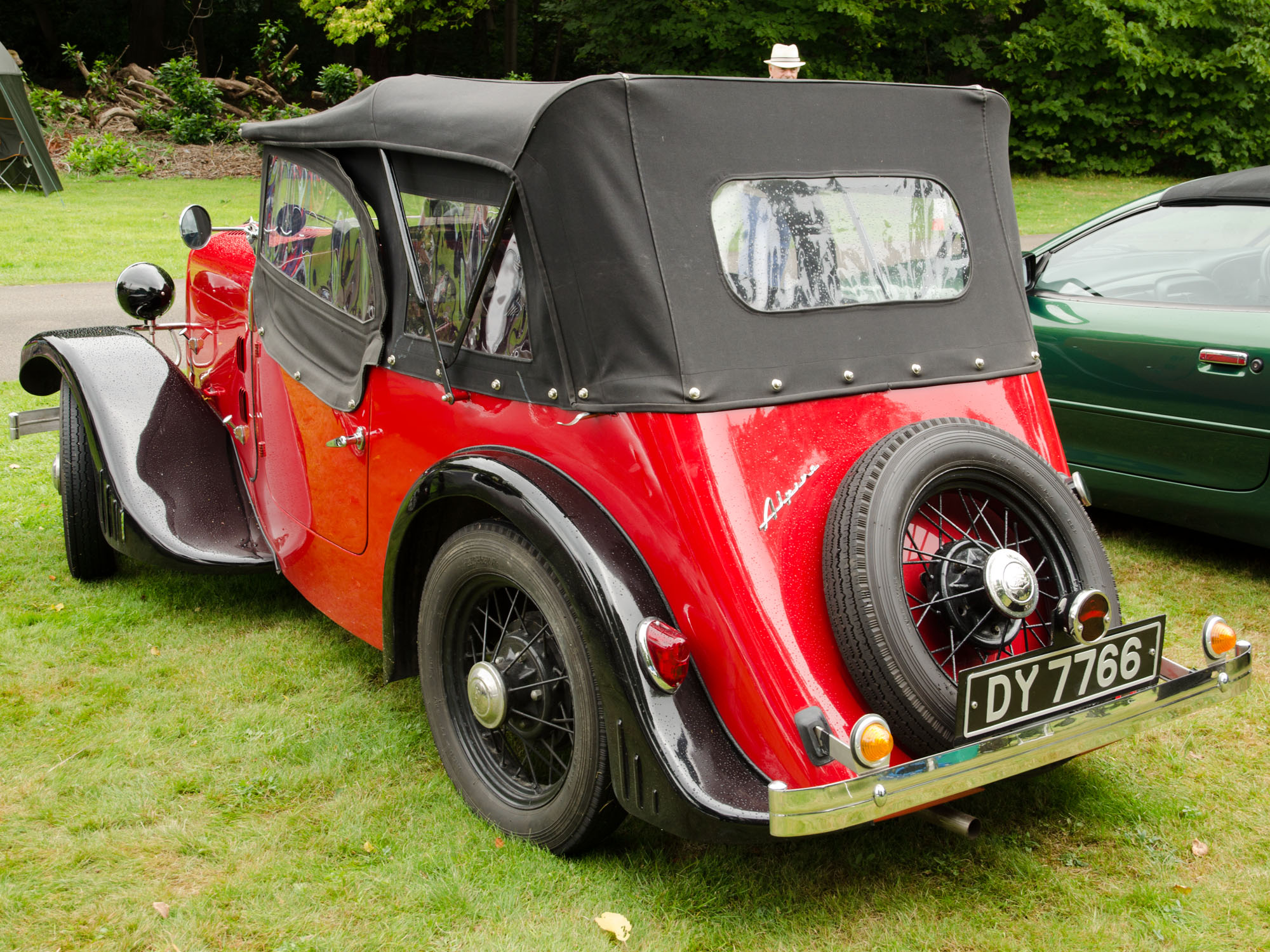
Ford Model Y - tył

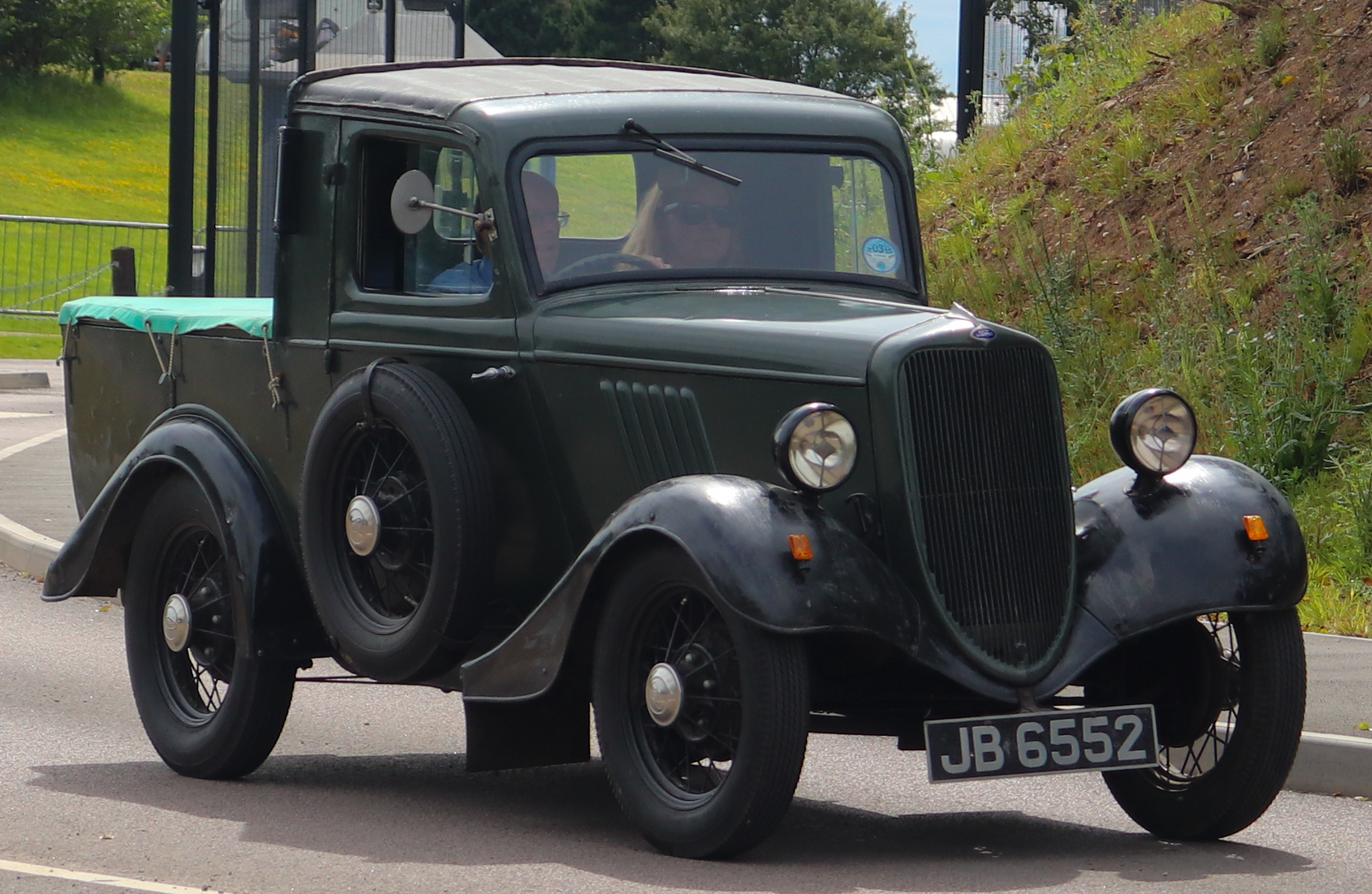
Ford Model Y Pickup

W 1932 roku brytyjski oddział Forda (Ford of Britain) przedstawił nowy, kompaktowy samochód Model Y. Pojazd kierowany był do zróżnicowanego grona odbiorców, zarówno w wariantach osobowych, jak i dostawczy pickup. Poza zakładami w Dagenham w Anglii, samochód wytwarzano także przez francuski oddział Forda SAF oraz przez hiszpańskie Ebro.

### Produkcja
W ciągu trwającej 5 lat produkcji Forda Model Y powstało łącznie 175 tysięcy sztuk tego modelu w różnych wariantach nadwoziowych.

### Silnik
- L4 0.9l Straight-4